# Св. св. Петър и Павел (католическа църква в Енидже Вардар)
Вижте пояснителната страница за други значения на Свети апостоли Петър и Павел.
„Св. св. Петър и Павел“ (на гръцки: Ιερός ναός Αγίων Πέτρου και Παύλου) е униатски храм в южномакедонския град Енидже Вардар (Яница), Гърция, една от четирите енорийски църкви на Гръцката източнокатолическа църква.
Султанският ферман за строеж на храма е издействан в 1859 година от установилия се в града Лазаристки орден за приели унията българи в Енидже Вардар. Английските пътешественички Джорджина Макензи и Аделина Ърби виждат в 1863 година църквата в строеж. Църквата е разположена в българската махала Вароша в северозападната част на града, на терен дарен от униатския свещеник поп Димо. За строежа Българският апостолически викариат в Цариград отпуска 3000 златни турски лири. Службите в храма са на български език. До 1914 година принадлежи на Македонския български апостолически викариат. След смъртта на поп Димо до 1888 година в църквата служи зет му Стоян Мокрев.
Гръцките власти отнемат храма от българските униати на 11 май 1914 година, когато по време на тържествената служба в чест на Св. св. Кирил и Методий войска и жандармерия от олтара арестуват свещениците Йероним Стамов, Атанас Бабаев и Траян Калинчанов заедно с тримата униатски учители и 22 миряни. 16 от тях начело със свещениците и учителите са затворени в Бер и обвинени в извършване на молебен за цар Фердинанд, служене на църковнославянски, преподаване на български и поддържане на връзки с ВМОРО. След три месеца Стамов е експулсиран в Сърбия, Траян Калинчинов е заточен в Солун, а на Бабаев е позволено да се върне в Енидже Вардар.
При обмена на население между Гърция и Турция в 1922 година в Енидже Вардар се заселват гърци униати от Малгара и други селища в Източна Тракия, в чиито ръце е предадена църквата.